# Ulee Gunong (Lhoksukon)
Ulee Gunong is een bestuurslaag in het regentschap Aceh Utara van de provincie Atjeh, Indonesië. Ulee Gunong telt 351 inwoners (volkstelling 2010).